# Omaha (Texas)
Omaha és una població dels Estats Units a l'estat de Texas. Segons el cens del 2000 tenia 999 habitants.

## Demografia
Segons el cens del 2000, Omaha tenia 999 habitants, 389 habitatges, i 264 famílies. La densitat de població era de 329,7 habitants/km².
Dels 389 habitatges en un 31,6% hi vivien nens de menys de 18 anys, en un 50,1% hi vivien parelles casades, en un 15,9% dones solteres, i en un 31,9% no eren unitats familiars. En el 29,3% dels habitatges hi vivien persones soles el 17,2% de les quals corresponia a persones de 65 anys o més que vivien soles. El nombre mitjà de persones vivint en cada habitatge era de 2,39 i el nombre mitjà de persones que vivien en cada família era de 2,95.
Per edats la població es repartia de la següent manera: un 24,1% tenia menys de 18 anys, un 7,8% entre 18 i 24, un 22,4% entre 25 i 44, un 22% de 45 a 60 i un 23,6% 65 anys o més.
L'edat mediana era de 41 anys. Per cada 100 dones de 18 o més anys hi havia 71,5 homes.
La renda mediana per habitatge era de 25.724 $ i la renda mediana per família de 30.865 $. Els homes tenien una renda mediana de 28.750 $ mentre que les dones 17.750 $. La renda per capita de la població era de 14.750 $. Aproximadament el 18,3% de les famílies i el 24,5% de la població estaven per davall del llindar de pobresa.

## Poblacions més properes
El següent diagrama mostra les poblacions més properes.